# Pegolettia
Pegolettia es un género de plantas fanerógamas perteneciente a la familia de las asteráceas. Comprende 18 especies descritas y de estas, solo 9 aceptadas. Se encuentra en Madagascar.

## Taxonomía
El género fue descrito por Alexandre Henri Gabriel de Cassini y publicado en Dictionnaire des Sciences Naturelles [Second edition] 38: 230. 1825 La especie tipo es  Pegolettia senegalensis Cass.

## Especies aceptadas
A continuación se brinda un listado de las especies del género Pegolettia aceptadas hasta julio de 2012, ordenadas alfabéticamente. Para cada una se indica el nombre binomial seguido del autor, abreviado según las convenciones y usos.
- Pegolettia baccharidifolia Less.
- Pegolettia gariepina Anderb.
- Pegolettia lanceolata Harv.
- Pegolettia oxyodonta DC.
- Pegolettia pinnatilobata (Klatt) O.Hoffm. ex Dinter
- Pegolettia plumosa M.D.Hend.
- Pegolettia retrofracta (Thunb.) Kies
- Pegolettia senegalensis Cass.
- Pegolettia tenuifolia Bolus